# Денежная система Русского царства
В XVI и XVII веках денежная система Русского царства состояла из: рубля, полтины, гривны, гроша, копейки, денги, полуденги и пулы (название медных монет).

## Монеты

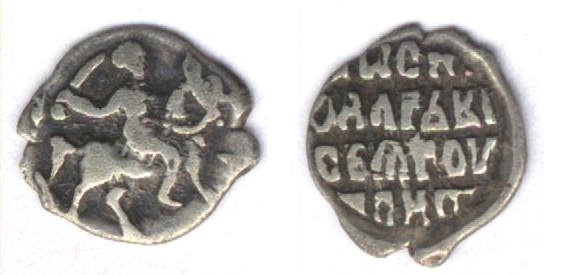
Денга (серебро), 1535 год, Тверь

Самой распространённой монетой была денга. Виды денги: большая и малая, новгородка и московка, деньга копейная и мечевая. Весовое содержание металла в московских деньгах регулярно снижалось, а при Иване III новгородские и московские деньги стали отличаться по весу в два раза. Поэтому существовали два рубля: новгородский и московский.
Денга начала чеканиться как серебряная монета в XIV веке в Москве, а с начала XV века и в других княжествах (например, начало чеканки денги в Новгороде датируется 1420 годом). Из весовой гривны серебра (204 грамма) чеканились 200 монет (деньга), которые составляли московский счётный рубль (в те времена рубль как реальная монета не существовал). В этот период денга была основной денежной единицей эмитировавших их княжеств, выпускались также фракции денги — полушка (полуденга) и четвертца (полуполушка).
Усиление централизации Русского государства сделало необходимой унификацию региональной монетной чеканки, которая была осуществлена в 1534 году Еленой Глинской. Эта реформа ввела стандарт на чеканку «московки» (московской денги) и «новгородки» (новгородской денги), причём одна «новгородка» равнялась двум «московкам». На аверсе «московки» изображался всадник с саблей, а на аверсе «новгородки» — всадник с копьём, из-за чего «новгородку» вскоре начинают называть копейкой. 
Из гривны серебра чеканилось 300 «новгородок» (их средний вес составлял 0,68 грамма) или 600 «московок» (средний вес 0,34 грамма), а 100 «новгородок» составляли московский счётный рубль. 
Впоследствии, в связи с постоянным ухудшением монетной стопы более весомая копейка вытеснила денгу, сделав её второстепенным номиналом.
Рубль разделялся на полтины, гривны и алтыны. Полтина означала половину рубля, гривна заключала двадцать денег, а алтын шесть денег.
При Василии Ивановиче по сведениям Герберштейна были ещё деньги тверские и псковские. Тверские были равны московским, а псковских было два вида: большая и малая.
Две полуденьги составляли деньгу. Полуденги называли полушкой.
При Василии Ивановиче по сведениям Герберштейна 60 пул составляли одну московскую деньгу. В начале XVII века пулы вышли из оборота.

## Выпуск монет
Золотые монеты почти не использовались в торговом обороте. Золотые монеты чеканили в небольших количествах в торжественных случаях, и выдавались в качестве награды. Например, нерчинский воевода И. Е. Власов за участие в переговорах по заключению Нерчинского договора был награждён царской грамотой и шестью золотыми червонцами с изображением царей. Золотые монеты назывались золотыми московками.

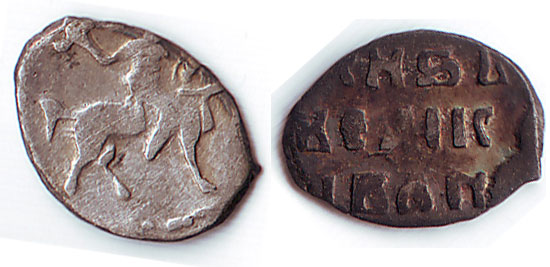
Денга времен Ивана Грозного, 16 век.

Монеты чеканились золотыми и серебряных дел мастерами. Любой человек мог принести им слиток серебра и отчеканить монеты. От мастеров требовалось соблюдать чистоту металла и вес монеты. В торговле монеты считались товаром и взвешивались на весах.
В конце XVI века мастера ещё продолжали чеканить монеты. При Михаиле Фёдоровиче в четырёх городах появились денежные дворы. Мастера этих дворов работали на царском жаловании. Управляли дворами два головы: один из детей боярских, другой из гостей. К ним придавалось несколько целовальников из посадских людей.
При Алексее Михайловиче денежные дворы были в Новгороде, Москве и Пскове. Ими управлял дворянин и дьяк, к ним были приданы выборные головы и целовальники. Во время чеканки медных денег в тех же городах были заведены денежные дворы медного дела. К концу XVII века денежный двор остался только в Москве.
В России не было своей добычи золота и серебра, единственным источником этих металлов оставалась внешняя торговля. Драгметаллы закупались в виде слитков, ювелирных изделий, а также и в виде иностранной монеты, которую тогда рассматривали в первую очередь как товар. Иностранная монета принималась на денежных дворах, где она переделывалась в русские чешуйки, причём начиная с середины XVII века купечество было обязано закупать всё доступное серебро «на царя», то есть для последующей продажи на монетном дворе.
Уникальным явлением является кратковременный выпуск так называемых «ефимков с признаками» — надчеканка специальными клеймами иностранной серебряной монеты (таллеров) для последующего выпуска её в обращение. Это было отчаянной мерой, направленной на преодоление архаичности денежного производства, но эксперимент оказался неудачным, пришлось вернуться к старой системе полной переделки монеты в чешую.
Иностранные золотые монеты использовались в качестве подарков, поэтому их ценность вырастала перед праздниками (особенно Пасхой), царскими свадьбами и т. д. Самыми редкими были португальские червонцы с крестом.

## Управление
Денежный двор находился в ведении Приказа Большой казны. С 1680 года к приказу Большой казны перешло заведование таможнями, померной и мытной избой, денежными доходами с кабаков, кружечных дворов, конских площадок, торговых бань и т. п. — словом, большая часть тех доходов, которые раньше поступали в приказы Большого прихода.
Приказ счётный контролировал суммы, которые поступали в приход и расход по разным учреждениям.